# Will Champion
William "Will" Champion, född 31 juli 1978, är trummis i Coldplay.
Champion föddes i Southampton, Hampshire i England där hans far, Timothy Champion, är professor i arkeologi på University of Southampton. I ungdomen var hans musikaliska influenser Tom Waits och traditionell irländsk folkmusik. Han började spela gitarr, och spelar även piano, bas och leksaksflöjt. Innan han blev medlem i Coldplay uppträdde han i ett band som kallades Fat Hamster.